# Gergely Rudolf
Gergely Rudolf (* 9. März 1985 in Nyíregyháza) ist ein ehemaliger ungarischer Fußballspieler. Der Stürmer war ungarischer Nationalspieler. Den Großteil seiner Jugendjahre verbrachte er in Frankreich bei der AS Nancy. Er ist im Besitz der französischen Staatsbürgerschaft.

## Vereinskarriere
Rudolf begann seine Karriere in der Jugend seines Heimatvereins Nyíregyháza Spartacus FC. Bereits mit 14 Jahren wechselte er nach Frankreich zur AS Nancy. Als Abwehrspieler geholt, bemerkte man dort schnell sein offensives Talent, woraufhin er zum Stürmer umfunktioniert wurde. Bereits in seiner zweiten Jugendsaison erzielte er daraufhin 28 Tore. In Folge avancierte er in Nancy zum offensiven Rohdiamanten, welchem eine große Karriere prognostiziert wurde. Nachdem er in den Jugendmannschaften alle Torrekorde des Vereins brach, wurde er im Jahr 2002 das erste Mal in die B-Mannschaft von Nancy berufen. Es folgten sporadische Einsätze über eine Länge von zwei Saisons, in denen er zwischen Jugend- und B-Mannschaft wechselte. In der Saison 2004/05 konnte er einen Stammplatz in der B-Mannschaft ergattern und erzielte in 30 Saisonspielen 14 Tore. Nach dieser starken Saison fand er im Spieljahr 2005/06 die Aufnahme in den Profikader von Nancy. Rudolf konnte sich jedoch nicht gegen Eli Kroupi und den Brasilianer Kim durchsetzen und kam zu lediglich fünf Einsätzen in der Ligue 1, in denen ihm ein Torerfolg verwehrt blieb. Fast die gesamte Saison 2006/07 spielte Nancy gegen den Abstieg und der Trainer setzte auf erfahrene Spieler. Für Rudolf hatte das die Rückversetzung in die B-Mannschaft als Konsequenz. Es folgten noch zwei weitere starke Jahre in der B-Mannschaft, ohne dass ihn Nancy wieder in die Profimannschaft berief. Einen kleinen Höhepunkt durfte er noch mit dem Gewinn des französischen Coupe de la Ligue im Jahr 2006 verbuchen.  Als sein Vertrag zur Saison 2007/08 auslief, verlängerte er ihn trotz eines Angebots von Nancy nicht mehr und wechselte zurück in die Heimat zum Traditionsverein VSC Debrecen.
Aufgrund seiner Vergangenheit als Jugendspieler für Nyíregyháza Spartacus, welcher seit jeher als Erzfeind von Debrecen gilt, wurde er vorerst von den Fans äußerst kritisch beäugt. Dementsprechend frustrierend verlief auch seine erste Saison in Ungarn, in der ihm in 13 Einsätzen lediglich drei Torerfolge gelangen. 
Fast schon wieder auf dem Abstellgleis und als ewiges Talent abgestempelt, erlebte er in der Saison 2008/09 eine Leistungsexplosion. Er spielte zeitweise überragend und führte den Verein als Vize-Torschützenkönig mit 16 Saisontoren zur vierten Meisterschaft und zum Supercup-Sieg. Des Weiteren wurde er am Ende der Saison mit dem József Bozsik-Preis als „Spieler des Jahres in der Ungarischen ersten Liga“ geehrt. Aufgrund seiner Effizienz und spektakulären Spielweise avancierte er zum absoluten Liebling der Fans und genießt spätestens seit seinem Tor beim 2:0 in der Champions-League-Qualifikation gegen Lewski Sofia, die den Einzug in die Champions League fixierte, eine Art Heldenstatus.
Im 2010 wechselte Rudolf ablösefrei in die italienische Serie A zum CFC Genua, wo er am 12. September 2010 im Spiel gegen Chievo Verona debütierte, als er in der 79. MSinute für Mattia Destro eingewechselt wurde. Allerdings kam er in Genua in der Hinrunde wettbewerbsübergreifend nur noch 14 weitere Male zum Einsatz, wobei er zumeist als Joker eingesetzt wurde. In dieser Rolle gelang ihm ein Treffer. Um ihm mehr Spielpraxis zu garantieren, verlieh ihn Genua im Januar 2011 an den Ligakonkurrenten AS Bari, wo er bereits bei seinem Debüt gegen Juventus Turin traf und insgesamt 13 Spiele für den Verein absolvierte, in denen ihm zwei Treffer gelangen.
Im August 2011 wechselte Rudolf auf Leihbasis zu Panathinaikos Athen, wo er unter Trainer Jesualdo Ferreria am dritten Spieltag der ersten griechischen Liga sein Debüt gab, als er in der 57. Spielminute eingewechselt wurde. Sein erstes Tor für Panathinaikos gelang Rudolf am 1. April 2012.

## Nationalmannschaft
Lange wurde der frühe Frankreichlegionär vom ungarischen Verband schlichtweg übersehen, ehe er 2001 für die ungarische U-17 Nationalmannschaft debütierte. Es folgten insgesamt neun Jugendländerspiele, ehe er wieder in der Versenkung verschwand. 
Erst als Debrecen-Spieler kam er im August 2008 im Freundschaftsspiel gegen Montenegro zu seinem ersten A-Team-Einsatz für Ungarn. Seit seinen starken Auftritten für Debrecen in der Saison 2008/09 gilt er zum festen Inventar der Nationalmannschaft. In der laufenden Qualifikation für die Weltmeisterschaft 2010 kam er bisher zu vier Einsätzen mit einem Torerfolg beim 1:2 gegen Schweden.

## Erfolge

### Im Verein
- Ungarischer Meister: 2008/09
- Ungarischer Pokalsieger: 2007/08
- Französischer Ligapokalsieger: 2006
- Ungarischer Supercupsieger: 2009

### Als Spieler
- József Bozsik Preis: 2009 (Spieler des Jahres in der Nemzeti Bajnokság)
- Fußballer des Jahres (Ungarn): 2011